# Lindsay Tarpley
Lindsay Ann Tarpley Snow (Madison (Wisconsin), 22 september 1983) is een Amerikaans voetbalster. Ze won op zowel de Olympische Zomerspelen 2004 als de Olympische Zomerspelen 2008 goud met het Amerikaans voetbalelftal.

## Clubcarrière
| Jaar        | Club                  |
| ----------- | --------------------- |
| 1998 - 1999 | Kalamazoo Quest       |
| 2005        | New Jersey Wildcats   |
| 2009        | Chicago Red Stars     |
| 2010        | Saint Louis Athletica |
| 2010        | Boston Breakers       |
| 2011        | magicJack             |
| 2013        | Chicago Red Stars     |